# Eremon mycerinoides
Eremon mycerinoides är en skalbaggsart som beskrevs av Thomson 1864. Eremon mycerinoides ingår i släktet Eremon och familjen långhorningar.
Artens utbredningsområde är:
- Gabon.
- Togo.

Inga underarter finns listade i Catalogue of Life.